# صخره‌ماهی بیوه
صخره‌ماهی بیوه (نام علمی: Sebastes entomelas) نام یک گونه از سرده صخره‌ماهی است.